# 血盟団事件
血盟団事件（けつめいだんじけん）は、1932年（昭和7年）2月から3月にかけて発生した連続テロ（政治暗殺）事件。
血盟団と呼ばれる暗殺団によって政財界の要人が多数狙われ、井上準之助と團琢磨が暗殺された。当時の右翼運動史の流れの中に位置づけて言及されることが多い。

## 「血盟団」「血盟団事件」の名前の由来
一般に「血盟団事件」と呼ばれているが、正式名称を「血盟団」とした集団が存在したわけではなく、厳密にいえば俗称である。
1930年末に、当時井上日召が利用しようと考えて関係を深めていた日本国民党が開いた忘年会の席での党委員長寺田稲次郎による発言が発端である。
「君たちは南アにおけるダイヤモンドのようなものだ。しかも、血のつながりのあるものだ。血盟された五人だ。（中略）血盟五人組だ。」
これ以後、井上の周囲に集まったグループを指して、一部の国家主義者たちがひそかに「血盟団」と呼ぶようになった。しかし、井上たちが自称したものでも正式名称でもなく、彼らは自分達に名前を付けることを拒み続けた。
また、事件の新聞報道では当初「血盟五人組」と呼ばれ、その後は「血盟団暗殺団」「血盟団」が使われた。
「血盟団事件」という名称は担当検事だった木内曾益による命名である。井上が後年出版した獄中手記『梅乃実』の中には「吾々は団体として何の名目も付けて居なかったが、官憲の方で事件発生後勝手に命名した」と書かれている。しかし、井上はこの呼び名を受け入れたという。
井上は自身を中心とするグループに正式名称を付けることを拒否し続けたが、本項目では、慣習に従って、井上とそのもとに集まった青年グループを指して「血盟団」という名称を用いる。

## 血盟団・血盟団事件の性格
血盟団のメンバーは、井上日召以下、大洗組 (古内栄司、小沼正、菱沼五郎、黒澤大二、照沼操、堀川秀雄、川崎長光)、東京帝大グループ (四元義隆〈法学部〉、池袋正釟郎〈文学部〉、田中邦雄〈法学部〉、久木田祐弘〈文学部〉)、京都グループ (田倉利之〈京都帝大文学部〉、森憲二〈法学部〉、星子毅〈法学部〉) とその他 (須田太郎・國學院大學神学部生) の計16名である。
血盟団員の中で重要な役割を果たしたのは、大洗グループ内の古内と東京帝大グループの四元の2人である。また、血盟団員ではなく事件にも直接の関与はできなかったが海軍将校の藤井斉は重要な役割を果たした人物である。藤井は、元来実力行使に慎重だった日召をテロリストに仕向けた張本人であり、東京帝大グループや京都グループ、海軍将校と井上を結びつけ、大洗の小さなグループに過ぎなかった血盟団をより広域に活動するグループへ変貌させることに大きく寄与した。
血盟団は井上の思想に強く感化されたカルト集団だと言える。また、井上の思想の底流にあるのは、ある種の仏教的神秘主義である。田中智学が創始した日蓮主義を基本として、仏教的神秘主義と、皇国思想・国家改造に対する熱望が合わさって、井上日召が独自に思想形成したものであると言える。
井上の思想には、田中智学からの影響が明白である。実際、井上の思想形成の初期段階で大きな影響を与えたのが、田中による『日蓮上人乃教義』であり、この書物は井上だけでなく古内栄司にも大きな影響を与えた。
ただ、井上の思想の論理が粗雑であることは否定しがたい。井上は若いときから、代表的な国家主義者 (田中智学、北一輝) の著書を読み、主唱者 (例えば、北一輝、上杉慎吉、大川周明、安岡正篤) のもとを訪ねている。例えば、井上は1924年に1度上京していた時期に北一輝の『日本改造法案大綱』を読んで、北に会いたいと思い北のもとを訪ねている。また、大川周明のもとを訪ねた時には、人はいくらでもいるから、国家革新には金が一番重要だ、と言われて腹を立てたこともあった。大川の大アジア主義が、白人を追放してアジアを解放するという考えであり、差別主義的であると思われたので、大川からも得るところはなかった
。
結局は彼らの主張に共感できず、最終的に自身の思想を理論化することを放棄した。井上の興味の中心は実力行動であって、理論的な話は空虚であると考えて興味を持たなかった。
一方で、血盟団のメンバーが思想的に一枚岩だったというわけではない。たとえば、権藤成卿に対する評価は団員の間で大きく割れていた。権藤の思想は、「社稷」という古代中国の概念を日本に当てはめた農本的国家主義思想で、それに最も共感したのが四元だった
。また、血盟団ではないが藤井斉も強く共感した。
しかし、池袋は権藤には若干懐疑的であり、国家社会主義には反対、権藤の漸進主義にも反対、極端な天皇主義者でいわゆる「日本精神」に影響された小沼は「社稷」にはまったく反対だった。
井上たちに、要人暗殺後の国家改造計画の具体策は全くなかった。むしろ、そのようなものを計画することを積極的に放棄していた。彼らの論理は、自分たちがテロによって要人を殺害し捨石になることで、後続の国家改造の先鞭を付けたいという単純なものである。
したがって、血盟団事件自体はクーデター計画でもその未遂事件でもなく、事件の直前には井上自身は単なるテロではなくクーデターを指向していたが、それに同調する血盟団のメンバーはいなかった。
血盟団事件は昭和初期から始まった超国家主義者によるテロ事件の嚆矢として知られ、政治学の分野などでもしばしばその基点として扱われる。典型的には丸山真男による超国家主義の研究があり、日本のファシズムに関する古典的研究である丸山による『日本ファシズムの思想と運動』では全体で3期に分けられた日本のファシズム運動期間のうちの第2期 (急進ファシズムの全盛期) の起点として血盟団事件がとらえられている。

## 経緯

### 前史
血盟団は前述の通り井上日召を中心としたカルト集団であり、日召のカリスマ性と日蓮主義に強く影響されているため非常に宗教色が強く、また、日召のパーソナリティの強い影響下にあった。そのため、血盟団や血盟団事件を理解するためにはどうしても日召の前半生を振り返らねばならない。
血盟団を主導した井上日召の本名は井上昭、大洗町の立正護国堂の住職を任されるなどしたが日召に僧籍はない。古い文献では日召を日蓮宗の僧と書くものがあるが誤りである。文献によっては日蓮宗の布教師と紹介するものもある。
日召の父親は神風連の乱に参加したことのある国粋主義思想の持ち主で、日召も子供の時分からその影響を受けた。
日召という号の由来は、1924年にかねてからの知り合いで老ジャーナリストだった朝比奈知泉のもとを訪ねた際に、朝比奈が「井上君、君の名は面白い名前だね」「二つに分け給へ、日召となるよ」と言われたことにある。当時井上はまだ昭と名乗っていたが、この会話と以前に自分に起きた神秘体験とを結びつけて、以後日召を名乗るようになった。
井上は若いころから人生に対する煩悶に悩んでおり、多くの宗教に頼り、また、住む場所や職業を転々とした。同時に、日召は国柱会を皮切りに様々な国家主義団体を渡り歩いた。井上は一時期満州へ渡り、1910年に満鉄従業員養成所に入所、その後軍部の情報機関の末端として、あるいは坂西利八郎陸軍砲兵大佐 (袁世凱の軍事顧問) のもとで諜報活動をして働いていたことがあったが、この中国時代に高井徳次郎という人物に出会った。高井は、後に、井上が大洗を本拠地として活動を始めるきっかけを作った人物である。また、満鉄で働いていた時期には本間憲一郎や前田虎雄 (建国会幹部、後の神兵隊事件の首謀者の1人) と知り合いになっている。血盟団に至る道程の中で、高井と知遇を得たことは大きな分岐点である。
井上はその後、中国から日本へ帰国し、その後も転々とした生活を送る。帰国後は本間・前田らと新日本建国同盟を設立している
1926年、故郷で参禅をしていた時期に高井が井上のもとを訪れ、大洗に立正護国堂を建てそこに道場を建設したい旨、井上に打診してきた。1921年に設立された水浜電車株式会社は水戸と大洗を結ぶ鉄道を運営していて、沿線に集客力のある施設を誘致したがっており、高井がこの会社から資金を出させて建設することになっていた。
井上は護国堂で座禅して暮らすつもりだったが、高井が井上のカリスマ性を利用して病気治療や加持祈祷の仕事を押し付けてきたためやむを得ず引き受けたところ、話が広まって多くの人がやってくるようになった。また、水浜鉄道も集客力を見込んで盛んに宣伝したためますます人がやってきた。このような生活に疑問を感じた井上は一時大洗を去り川場に戻ったが、1928年 (昭和3年) に再び高井の懇請されたことから大洗の護国堂に戻り、以後、ここを根拠地にして国家改造計画を実現することを企図した。

### 大洗組の形成
血盟団のメンバーのうち最初に自然発生的に生まれたグループは大洗の青年たちによるもので、その中心人物は、小学校教員だった古内栄司である。古内を通じて大洗の青年たちとの間に井上日召との関係が築かれていった。以下に大洗組が形成されていく過程を見ていく。

#### 古内栄司
古内は、1923年に師範学校を卒業後、石下小学校、その後結城小学校に赴任した。しかし、ここで体調を崩し休職、以後2年間闘病生活を送らねばならなかった。
古内の生活は元々苦しかったが、この間に、古内の父親の事業のトラブルが発生し、更に家賃の滞納の問題に悩まされるようになった。古内の父親が生業としていた建設の請負業で、使っていた大工の失敗がもとで責任をとらざるを得なくなり、支払い不能に陥ったあげく、詐欺罪で告訴される寸前までいった。これが原因で父親が病気になり、間もなく亡くなった。
このような困難に直面した古内は、偶然から姉崎正治・山川智應編纂による『高山樗牛と日蓮上人』に接し次第に日蓮宗に接近するようになった。更に、田中智学の著書を読み、国柱会に関心を抱くようになった。
日召との関係は、水戸の実家に帰る際に利用した水浜鉄道で偶然見かけた護国堂の広告から生まれた。古内は広告を見て護国堂に行き日召の話を聞いて以降、護国堂で修業を積むようになり、師弟関係が生まれた。

#### 核形成
更に古内は、復職して赴任していた前浜小学校で、同僚の照沼操 (後の血盟団員) を井上に引き合わせた。照沼も護国堂に通い、日召の弟子になった。
その他、古内は日召の存在を知らしめるべく周辺の学校の教員に説いて回るようになりだした。修行の中から、古内は加持祈祷の方法を身につけており、自然発生的に、古内のもとに祈祷を求める人たちがやってくるようになった。その中に、地元の有力者だった黒澤大二 (後の血盟団員) の伯父がいた。この人物が日蓮宗に目覚め、「前浜修養団」という「修養」を目的とした会を月一回開くようになり、そこへ井上を招くようになったことから、井上を核とした集団が形成され始めた。
黒澤大二 (後の血盟団員) は、1929年 (昭和4年) 、天狗連という名の素人演芸集団を作り村に活気を作ろうとしていた。この天狗連のメンバーが、農閑期を利用して農業や一般教養の勉強のため、前浜小学校で始まった補習学校に通うことになった。ここで、補習学校の国語担当だった古内と黒澤の間に関係ができた。
更に、小沼正 (後の血盟団員、井上準之助暗殺の実行犯) も古内のグループに加わるようになった。
天狗連は唱題が活動の中心となり、深夜になっても大声で題目を唱えたため近所から騒音で苦情が出てくるようになった。活動場所だった黒澤の実家の亀の湯での活動はこれ以上は無理になったので、天狗連のメンバーの一人だった菱沼徳松が自宅を活動場所に提供した。この徳松の息子が菱沼五郎 (後の血盟団員、団琢磨暗殺の実行犯) で、当時就職活動のため帰省していた。
川崎長光は、小沼・黒澤と親戚関係で、特に小沼とは仲が良かったことから血盟団に参加することになった。井上が上京する頃に、川崎は東京での活字販売所の仕事を辞め海軍志願のために帰郷し、徴兵検査を受けたが不合格となり失意の中にあった。川崎はこの時期に小沼と再会した。小沼は川崎を同志に加えるために熱心に護国堂に誘い、当初は関心を示さなかった川崎に法華経を勧めた。川崎は次第に井上に心酔するようになり、以後井上一派の中核を担う人物になった。

### テロリズム
井上は、大洗町の立正護国堂を道場にして若者を集め、彼らを鍛えあげたあと各地の農村に派遣し同志を増やし、自らの教団を起こして数年間で信者数を数十万人まで増やし国家改造の一大勢力を築いた後、これら同志で国会議事堂を取り巻いて政府に国家改造を迫るという誇大妄想じみた計画 (井上はこれを「倍化計画」と呼んでいた) を実行しようとしてはいたものの、1929年 (昭和4年) 頃まではテロリズムによる直接行動を考えていたわけではなかった。
井上がテロに走った理由として、井上自身は、日蓮正宗の知名な僧侶の野口日主と大陸政策で知られる金子雪斎に上流人士６千人を殺害して日本を改革する計画を打ち明けられ、それを引受けたためと、戦後に文春の取材に語っている。他に、護国堂に集まるようになった海軍の青年将校たち、特に藤井斉  (第一次上海事変で戦死) の影響が大きい。藤井を介して、井上と海軍との関係が生まれたことが血盟団の性格を大きく変化させることにつながったという説がある。
1929年、藤井が霞ヶ浦海軍航空隊に飛行学生として赴任した後、ある懇親会で両者が偶然顔を合わせたことから井上と藤井の接点ができた。この懇親会は、茨城県庁職員で金鶏学院一期生の野口静雄の紹介で開かれたもので、藤井に権藤成卿を紹介したのも野口である。さらに、藤井を通じて、井上と海軍将校との関係ができていった。
当時の井上は倍加運動によって、国体思想に基づく啓蒙運動を進めていた。しかし、1929年頃、藤井斉に「和尚は寺に居ってお経ばかり読んで居るから最近の国状が判らんのでそんな呑気なことを言つて居るのだ、国家の現状が今日程に行詰まらず上層圧迫階級相互の連絡も今日程鞏固にならない以前なら兎も角今日となっては何時何処からどんな事件が突発するかも知れず又国民大衆の苦境を思ふ時には一刻も早く吾々殉国の志士が起つて改造を断行せねばならん」と言われ、当初は藤井を嘲笑していた井上も次第に暴力に訴える方向に変わっていった。
1930年 (昭和5年) の春から初夏になると、藤井は大洗の護国堂に頻繁に出入りするようになった。

### 上京
1930年 (昭和5年) 8月29日に日召は東京へ旅に出た。東京の事情を見て今後の計画を練るのが目的で、上京中はさまざまな人物とあっている。
10月初めに日召が旅から帰ってくると寺には高崎宣亮という名の新しい住職がおり、日召は護国堂を去る決意をした。日召らは、メンバーの1人だった檜山誠次の自宅2階で会合を開き、その際に日召が初めて暴力革命への意思を述べた。
この会合で、メンバーの離脱が相次いだ。元々は現世利益や病気治しを目的とした唱題だったものが、いつの間にか暴力革命運動に変質していたためである。大内勝吉、小池力雄、川崎長三郎、照沼初太郎らが脱退していった。
10月5日、日召は護国堂を去り、上京した。日召は、半年ほど満州へ渡り、そこで革命運動の資金を獲得する気になり、そのための準備が目的だった。しかし、この計画は関係者から止められ実行できなかった。止めた人物の1人が北一輝である。そこで、日召は東京に留まって資金獲得を目指すようになった。
日召は藤井斉の説得で本格的に東京を根拠地とするようになり、また藤井の紹介で、東京の金鶏学院に住むようになった。
当時、金鶏学院には既に四元義隆や池袋正釟郎らがおり、扇動はするが実行しようとしない安岡正篤に不満を抱いていた。日召も安岡には不満を抱いていたが、安岡の支援者には多くの資産家がおり、革命運動の資金獲得を目当てに近づいた。
一方、日召が護国堂を去るのと前後して、大洗でも血盟団の活動が地元住民から「危険思想の運動」と不安視され、共産主義者と誤解されるようになった。警察がメンバーの取り調べや家宅捜査を行うようになり、大洗での活動は不可能になった。ちょうどこの時に、小沼正に東京の鈴木善一 (日本国民党書記次長、後の神兵隊事件の実行犯に連座) から、日本国民党本部で地方党員養成を行うので血盟団から2名推薦してほしいこと、寝具だけ持参すれば生活費は党本部が面倒を見る旨の手紙が来た。鈴木は茨城出身で、日召らを引き込んで茨城国民党を作ろうともくろんでいた。
小沼正と川崎長光が上京し党本部で寝泊まりするようになった。翌1931年 (昭和6年) 2月には、菱沼五郎と黒沢大二も日本国民党本部で寝起きするようになり、これ以後、活動の中心は東京に移された。
その後、日召は金鶏学院を追い出され、小石川駕籠町にあった今泉定助の邸に送り込まれた。以後、ここが同志の会合場所となった。
小沼と川崎が上京した頃、当初2人は日本国民党の中から血盟団のための新たなメンバーを探そうと考えていた。が、次第に日本国民党を見放すようになり、そうこうするうちに西田税と知り合う。井上は、小沼と川崎を通じて西田の背後関係、人脈を探ろうと考えたので、2人を西田のもとに通わせ続けた。同時にこの頃、藤井を通じて四元も西田と面識を持つようになった。

### 三月事件
日召たちは、三月事件の少し前頃から桜会の周辺に作られた結社と関係を持ち始めるようになった。1931年 (昭和6年) 3月後半になって「全日本愛国者共同闘争協議会」(通称は愛協) という団体が作られた。
名目上は、左翼勢力に対抗するために右翼勢力の「共同闘争」を訴える団体ではあったが、小沼正の証言によれば実際は「三月事件をもくろんで結成されたもの」で、愛協の内部に作られた前衛隊が三月事件を引き起こすための機動部隊の役割を担うはずだった。血盟団の青年たちは、愛協の前衛隊に所属することが決まった。これは、前衛隊を利用して仲間の勧誘を行うことが目的であって、彼らは愛協自体には何らの意義も見出さなかった。
愛協は、本郷で演説会を開いた後、銀座でデモを行い、前衛隊が騒いで混乱を引き起こそうとしたが、警察にデモの解散を命じられて大衆の扇動に失敗した。結局、橋本欣五郎らによるクーデター計画は未遂に終わり (三月事件)、それに伴い愛協の存在意義もなくなった。愛協の前衛隊に所属した血盟団のメンバーも暇をもてあますようになった。小沼は信州に旅行し、そこで国家主義者たちと交わった。また、古内の元を訪ねてもいる。
この頃には、四元は日召を介して大洗グループと合流し、また、海軍将校たち (古賀清志、山岸宏、三上卓ら) と四元、日召との関係も強まりだしていた。
6月になると日本国民党は内紛で分裂したため、小沼らは国民党に見切りをつけ、行地社に拠点を移した。
行地社を管理していたのは狩野敏 (愛協前衛隊長) で、狩野は7月に、満州事変に呼応して日本国内でもクーデターを起こす計画であることを彼らに漏らした。西田税は大川周明とは仲たがいしていたため、日召や小沼らは、大川周明と西田税のどちらにつくか迷ったが、結局西田を選び、日召は西田をリーダーに担ぐことに決めた。。ただし、数か月後には、血盟団員は日召も含めて西田とたもとを分かつことになる。
小沼ら4人は、7月末から8月にかけて海水浴を口実にして行地社を飛び出し、大川との関係を断った。

### 未遂テロ計画
具体的なテロ計画が始動し始めるのはこの年の夏のことである。
三月事件の頃に、日召は藤井斉を介して権藤成卿と知り合う。その後、四元も権藤のもとに通うようになった。権藤は金鶏学園で講義を持っていたことから四元は権藤の存在は知っていたが、四元が権藤と関係をもつようになったのは、日召を介してである。5月頃になると四元は、代々木上原にあった権藤の自宅の敷地内にあった空き家 (通称は権藤空き家、血盟団のメンバーは骨冷堂と呼んでいた) に入居、一時、ここを出て本郷の下宿に移ったが8月末には再び権藤空き家に戻った。
以後、11月には井上や古内も権藤空き家で寝起きするようになり、ここが血盟団の拠点となった。
三月事件の後、古賀、山岸、三上ら海軍将校たちは暴力革命を模索し始めたが具体策はなかった。日召は、彼らと話した際、夏に別荘地へ行き政財界の要人をまとめて暗殺する計画を明かし、武器と資金の調達を依頼した。軍人側は、武器の調達は無理だが資金の調達は可能と返事をしたが、資金はなかなか届かず、届いた金も一部だった。
一方、武器の入手は藤井斉が担当し、七月に大連で、憲兵隊・省察を奔走し拳銃の譲渡証明書を入手、八丁の拳銃を入手した。結局、別荘襲撃の計画は流れたが、テロ計画が具体化、行動に移されたのはこれが最初であり、その点で重要な転機になった。
また、この時に入手した拳銃が血盟団事件で使われた。

### 十月事件とその後
三月事件に関係した血盟団のメンバーは十月事件にも深く関与した。
1931年 (昭和6年) 8月26日、外苑の日本青年館において郷詩会との名で会合が持たれた。
この会合には、桜会の急進派、血盟団事件と五・一五事件の関係者はほぼ全員が参加している。
郷詩会の会合は、血盟団事件、五・一五事件、二・二六事件の主要関係者が一堂に会した会合として有名だが、実態としては、西田税をまとめ役として選出したことと連絡網が出来た程度で、それ以外には、単に自己紹介をし互いに語り合っただけの会合だった。
郷詩会は、クーデターを実行するとは言ったもののその計画は全く白紙だった。
急進派だった血盟団のメンバーや橘孝三郎らは会合に失望した。井上は、三月事件以来の陸軍・大川のクーデター計画に乗っかることを考えており、藤井斉に、大川と接触して情報を探るように命じる一方で、西田にも陸軍への働きかけを頼んだ。
その後、藤井経由で大川のクーデター計画 (すぐ後に起こる十月事件とは異なる計画) の情報が入ってきたが、満州で中国人をそそのかして日本人の売薬商を2，3人殺させる謀略を起こし、その事件をあおって国際問題にまで発展させて、その混乱に乗じてクーデターを起こそうというもので、貧乏人を殺して権力を握ろうとする大川の手口に怒った井上は、大川とは手を切ることにした。ただ、これまでと同様、手を切ったと言っても一時的なものに過ぎず、この年の年末には、再度、大川に接近するため西田税と接触をはかる。
一方、西田は陸軍将校の菅波三郎、野田又雄、末松太平らを経由して、クーデター計画 (十月事件のこと) の推進者に接触、最終的には9月上旬に橋本欣五郎と面会し、血盟団もクーデター計画に参加することが了承、合意された。
十月事件の計画では、久木田と四元が牧野伸顕、田倉と田中が西園寺公望、池袋と小沼が一木喜徳郎、古内が鈴木貫太郎を暗殺する予定だった。しかし、要人暗殺実行の直前になって、橋本欣五郎一派が暗殺は陸軍が担当すると伝えてきた。特に長勇は、海軍将校組と血盟団を足手まといな存在と考え、陸軍のみでのクーデター実行に拘泥した。
このような計画の一方的な変更を、井上は10月11日頃に、西田税と菅波から聞かされた。井上はすぐに、京都に送った田中と田倉に対して、西園寺暗殺計画を中止するよう連絡し、その後、四元を京都に向かわせ、二人を連れ帰るように手配した。
同時に、井上は何とか陸軍と合同してテロを実行し、クーデター計画に一枚かもうとしたが、橋本一派の計画は一向につかめなかった。当初の計画では、10月20日の午前一時に政財界の要人を襲撃し、通信機関を占拠、戒厳令を施行、新内閣 (首相兼陸相に荒木貞夫、蔵相に大川周明、内相に橋本欣五郎、外相に建川美次、海相に小林省三郎、警視総監に長勇) を樹立する手はずだったが、15日から16日にかけて計画の内容が陸軍首脳部に漏れ、17日に橋本一派の中心人物が拘束された。これでクーデター計画はあっけなく崩壊した (十月事件)。
そもそも、計画段階からクーデター実行グループ内で感情的な対立が渦巻いていた。クーデター計画の段階で既に井上一派は橋本一派に不信感を持っていた。また、橋本一派も井上らに対して同様に不信感を抱いていた。井上たちが橋本一派に不信感を持った一番の理由は、クーデター成功の暁には橋本一派によって政権を作り、論功行賞を行うことを事前に取り決めていたことにあった。井上一派は、これを不純な精神に基づいた行動と考え、クーデター実行後、橋本一派を襲撃して論功行賞の実施をさせないようにしようと考えていたが、クーデター計画が未遂に終わったため、襲撃は実行されなかった。
十月事件以降、井上や血盟団のメンバーは西田を信用しなくなった。後の五・一五事件時に西田が川崎に拳銃で狙撃された原因はこの時に生まれた。また、陸軍とは距離を置き、血盟団独自でのテロ路線に走るきっかけになった。
十月事件失敗の後、血盟団は陸軍や西田から離脱し独自にテロ計画を実行することを決めた (ただし、井上の決心は常に揺らいでおり、独自にテロ計画を実行しようとしながら、結局は西田や大川との共闘に頼ろうとし続けた)。
この後、小沼は母親が危篤との連絡により、一時大洗に戻った (間もなく、母親は回復)。一方、田倉は京都に戻り大学生活を再開、京都帝大の国家主義団体・猶興学会に入会して、同志の勧誘を始めた。ここで田倉が目をつけたのが星子毅である。田倉は星子を井上に引き合わせることを決め、1931年12月中旬に京都から星子を連れて上京、四元、古内らや井上に会わせた。井上は、星子を血盟団に入れることは時期尚早と考え、星子自身もこの段階で血盟団のテロ計画に参加するつもりもなかったが、結局は、星子をテロ計画に参加させることになった。
年末になると、井上の耳に、大川が再度クーデターを起こすという噂が入ってきた。井上は、その話の詳細を探ろうとして、12月29日に権藤の家で開かれた忘年会に参加した。忘年会には、西田の他、陸海軍の青年将校も参加しており、血盟団の古内、四元、池袋、久木田も参加した。しかし、肝心のクーデターに関する情報は得られなかった。翌日の30日には、西田から、もう一度宴会を開きたいとの話があり、再度血盟団のメンバーと西田、青年将校が集まった。ただ、西田の意図が何だったのかは不明である。
この時の宴会では、双方が互いに不信感を抱く結果に終わった。西田は、酔った井上が路上でテロについて大声で話したことを不謹慎だと問題視し、運動から除名することを決断、一方、血盟団のメンバーは、荒木貞夫による合法的革新に期待した西田や陸軍青年将校が、クーデター計画をつぶそうとしていると感じ、西田と袂を分かつことにした。

### 暗殺計画
1932年 (昭和7年) 1月4日権藤空き家に、古内栄司、東大七生社の四元義隆、池袋正釟郎、久木田祐弘や海軍の古賀清志、中村義雄、大庭春雄、伊東亀城が集まり会合が持たれた。この席で、陸軍将校との連携をあきらめ、民間組の有志と海軍将校組で決起すること、1月9日に同志を集めて再度会合を持つことが決められた。
1月9日の会合には、井上、四元、池袋、古内、久木田、川崎と古賀、中村をはじめとする海軍将校組が出席した。藤井斉大尉 (進級) は欠席したが、後に会議の決定を了承した。
この時点では、日召は拙速なテロ決行には消極的だった。日召はテロではなく、5月頃にクーデターを実行することを考えていた。何人かの軍部の同志が満州に派遣されており、今後も海軍将校の戦地派遣が予定されていたため、帰国後の5月頃が適当と考えたためである。
井上は会議の冒頭で2案を提示した。第1案は、失敗を期し捨石となる覚悟で行ける所まで行ってみる、第2案は、適当な時期まで待ち軍部将校との共同戦線を張る、というものだった。古内だけは日召と同様に慎重論だったが、それ以外のメンバーは「第1案即時決行」の声で一致、簡単に「異議なし」と決まった。日召も流れに抗することが出来ず、賛成に回った。
この日の謀議で、紀元節に政界・財界の反軍的巨頭の暗殺を決行することが決定され、藤井斉ら地方の同志に伝えるため四元が派遣されることになった。
具体的な決定内容は以下のとおりである。
一、われわれ同志だけでまず”テロ”を敢行する。
一、期日は二月十一日の紀元節とし、集団的に行うこと。
一、地方にいる海軍の同志の意向を聞くために、四元を派遣すること。
一、武器は主として拳銃を用いることとし、海軍側でこれを準備すること。菅波に預けてある拳銃は、海軍の同志がこれを取ってくること。
一、西田税、大川周明および菅波その他、在京の陸軍同志とは従来どおりに連絡をとり、われわれの決起ののち、後続の部隊として立たしむるよう誘致すること。
一、地方にいる陸軍および海軍の同志に対しては、われわれとともに”テロ”に立ちあがらせるよう努力すること
紀元節を提案したのは四元で、皇居に政府要人が多数参内するのでそれを一斉に襲撃すれば成功率が高いだろう、と考えたからである。財閥要人に関しては、「二月十一日までに、狙ってやり易いときにやる」と決まった。
四元は1月11日に、西日本へ向けて出かけていった。翌12日、呉で海軍の村上に会い、14日には佐世保で三上・藤井と面会した。十月事件以後、井上は藤井に疑いを抱くようになっており、四元の面会はその偵察も兼ねていたが、特に不審な点はなかった。が、藤井にはこの頃憲兵の尾行がついており、藤井と接触したことで四元にも尾行がついた。尾行を巻く必要から、四元は帰省する振りをして鹿児島へ帰り、約1週間後には尾行も消えたので、次の目的地へ向かうことにした。しかし、この時間的ロスが暗殺計画の変更を招くことになった。
1月26日、鎮海に赴き山岸と面会、28日は舞鶴に到着し村上と会ったが、同日、第一次上海事変が勃発し、佐世保の藤井・三上は戦地に送られていった。これで海軍将校組の参加が厳しくなってきたので、頭数を揃える必要から京都帝大グループを舞鶴まで呼び出し指示を与えた。
同時に、この時期に新たな同志として森憲二 (京都帝大法学部生) が入ってきた。これに入れ替わるように、川崎長光が宇都宮の軍隊に特務兵として入隊することが決まり、1月20日に権藤空き家に顔を出し、その晩泊まった後、翌朝西田の家に行き様子を探ってから宇都宮に発った。川崎は1月9日の謀議に参加したが、入隊した結果、暗殺自体には参加できなくなった。そのため、血盟団事件発覚後警察から事情聴取されたがすぐに釈放されている。
一方、在京グループは、四元が期限を過ぎても戻ってこないため (井上は、四元に尾行がついたことを知らされてはいたが)、紀元節のテロ決行をあきらめざるを得なかった。次の計画では、2月20日が狙われた。この日は、衆議院選挙の投票日に当たっていたので人ごみに紛れて暗殺が実行できると考えたためである。

### 1月31日の謀議
1月28日の第一次上海事変勃発により、海軍側の参加者は前線勤務を命じられたので、1月31日、再び権藤空き家で会合が持たれ、決起の計画が決められた。この時の参加者は、井上、池袋、古内、久木田、須田、田中である。
まず、紀元節にテロを実行することは不可能であることが決まった。そうなると集団的にテロを仕掛けることは難しくなるので、議論の末、個人テロという線でまとまった。この時の計画では、第一波として民間組が個人テロを行い、第二波として海軍組が西田税を含む陸軍将校グループを誘って決起することになっていた。暗殺担当の選任は日召に一任された。また、自分の暗殺対象を他の同志に漏らすこと、同志間で連絡することを禁じた。
個人テロの襲撃対象として名前があがったのは、犬養毅、床次竹二郎、鈴木喜三郎 (以上、政友会)、若槻禮次郎、井上準之助、幣原喜重郎 (以上、民政党)、池田成彬、団琢磨、郷誠之助、木村久寿弥太、岩崎小弥太、各務謙吉、他数名 (以上、財界人)、西園寺公望、牧野伸顕、徳川家達、伊東巳代治、警視総監などである。いずれも政・財界の大物である。
「一人一殺」という方針が出されたのはこの時の謀議のことである。公判での井上自身の発言によれば、暗殺の効率性から「一人一殺」と決まったという。この方針は最初から想定されていたものではなく、予想外のトラブルから予定が変更され、追い込まれてできた方針だった。また、第一・二波に分けたのは、第一次上海事変で海軍組が出征しており、民間組と海軍組で分けて行動する他なかったからである。
暗殺対象は次のように決まった。まず決まったのは、古内担当・池田成彬、池袋担当・西園寺公望、須田担当・徳川家達、田中担当・若槻礼次郎、久木田担当・幣原喜重郎である。ただし、久木田は体調が十分回復していなかったためすぐに暗殺実行から外され、連絡係に変えられた。
また、この頃に海軍の古賀・大庭がやってきたので、これまでの経緯を説明し、民間組が先に個別テロを実行すること、海軍組には続いてテロを起こしてもらいたいことを伝えたところ、二人は決起を固く約束した。これが、後の五・一五事件の伏線になっている。
帰京が遅れていた四元は1月31日に帰京、権藤空き家に戻ってきたが現れたのは謀議が終わってからのことである。四元は、同様に日召からこれまでの経緯を聞かされ、計画変更に同意した。日召との話し合いで、四元は牧野伸顕の暗殺担当 (最初は、伊東巳代治だった) に決まった。日召はさらに、残っているメンバーに暗殺対象を定めてそれぞれ権藤空き家で伝えた。
2月1日には、小沼が呼ばれ、井上準之助前蔵相の暗殺を、2月4日には菱沼が呼ばれ、伊東巳代治暗殺を指示された。
この時点では、2月7日以降に決行とし、暗殺目標と担当者を以下のように決めた。
- 池田成彬（三井合名会社筆頭常務理事）を古内栄司（大洗町の小学校訓導[139]）
- 西園寺公望（元老）を池袋正釟郎（東大文学部学生[139]）
- 幣原喜重郎（前外務大臣）を久木田祐弘（東大文学部学生[139]）
- 若槻禮次郎（前内閣総理大臣）を田中邦雄（東大法学部学生[139]）
- 徳川家達（貴族院議長）を須田太郎（國學院大學神道科学生[140]）
- 牧野伸顕（内大臣）を四元義隆（東大法学部学生[139]）
- 井上準之助（前大蔵大臣）を小沼正（農業、大洗町）
- 伊東巳代治（枢密院議長）を菱沼五郎（農業、大洗町）
- 団琢磨（三井合名会社理事長）を黒沢大二（農業、大洗町）
- 犬養毅（内閣総理大臣）を森憲二（京大法学部生[140]）

ただし、この後、暗殺担当者の入れ替えが起こっている。
一方、京都グループの田倉、星子、森も久木田からの連絡で上京したが、日召から彼らへの暗殺指示はなかった。星子が不満を漏らしたところ、日召に、人はいるが拳銃が足りないので、自分たちで武器を調達して別個に暗殺してはどうかと言われた。
協議の末、星子が京都に戻り、交流のあった国家主義団体から拳銃を入手し、関西で政治家の暗殺を行う計画となった。(田倉に関しては、後から役目が変えられた。四元の牧野暗殺計画では補助員がどうしても必要になったため、日召と四元による相談の後、四元・田倉の二人で牧野暗殺を実行することに変わった。) また、2月6日には、黒澤が呼ばれ、西園寺公望暗殺の補助係 (最初は、団琢磨暗殺を指示された) を指示された。以上で血盟団12人による暗殺実行が決まった。

### 井上準之助暗殺事件
池袋正釟郎は静岡県興津に行き、西園寺邸近くの清見寺を拠点にして張り込みを続けたが、西園寺の行動パターンがつかめず、暗殺実行は難しかった。四元は、以前自分の親戚が牧野の弟・大久保利武と会ったことがあったのでその線で牧野と面会できないかを探ったが失敗したため、牧野が自宅から自動車で出てきた時を狙って襲撃することにした。古内は池田の行動を調べ、最終的に、池田が三井銀行に出社したところを狙撃することにし、日本橋で張り込みを始めた。小沼は、井上準之助 (前大蔵大臣、民政党総務委員長) の演説会を回り、暗殺実行の可否を探った。
最も早く暗殺実行に動けたのは小沼で、2月6日早朝権藤空き家に行き、日召から暗殺用の拳銃を受け取ると、大洗に向かい、そこで拳銃の試射を行った。その後で実家に戻り母親に会った後、翌7日の朝、再度上京、8日に井上準之助の演説会に赴いたが、その時の井上の応援演説には本人が現れず、トーキー映画による映写のみだったので暗殺を断念した。翌9日、本郷の日召夫人宅を出た小沼は、夜に井上準之助がすぐ近くの本郷駒本小学校で演説を行うことをポスターで知った。
演説会までの間、ビリヤード場や映画館で時間をつぶした後、夕方、夫人宅に戻って服を着替え、読誦、拳銃の手入れを済ませ、小学校へ出かけた。
自動車に乗って井上準之助が入ってきたので、降りて通用門へ入って行くところを背後に近づいて懐中から短銃を取り出し、井上の腰に拳銃を当て3発発射した。小沼はステッキで殴られ気絶し、気づいた時には歩道に四つん這いにされ群衆から罵倒、リンチを加えられていた。
井上は、濱口内閣で蔵相を務めていたとき、金解禁とデフレ政策を断行した結果、かえって世界恐慌に巻き込まれて日本経済は大混乱（昭和恐慌）に陥った。また、軍縮のため予算削減を進めて日本海軍に圧力をかけた。そのため、第一の標的とされてしまったのである。小沼はその場で駒込署員に逮捕された。一方、井上準之助は帝大病院に搬送されたが間もなく死亡した。
日召は井上準之助暗殺を9日夜に権藤空き家にやってきた久木田を通じて知った。また、権藤空き家にやって来た四元が潜伏先を変えることを主張、日召は権藤空き家から、渋谷常盤松町の頭山満邸に移ることになった。頭山満邸の中に天行会の道場があり、そこに日召の友人の本間憲一郎 (五・一五事件の民間側実行犯の1人) が常駐していたことから本間と相談して、道場の2階に潜伏することにした。
権藤空き家に隠し持っていた拳銃は、たまたまやってきた大庭に手渡して海軍の濱大尉に預けるよう日召が指示した。そしてこの後、頭山満邸に移った。また、四元と森は痕跡を消すため、権藤空き家の部屋を徹底的に掃除した。その夜、権藤空き家に刑事がやってきて二人は警視庁で事情聴取されたが、小沼との関係を全面否定、夜のうちに釈放された。

### 暗殺準備
一方、四元は三田台町の牧野伸顕内大臣、池袋正釟郎は静岡県興津の西園寺公望、久木田祐弘は幣原喜重郎、田中邦雄は床次竹二郎、須田太郎は徳川家達の動静を調査していた。
井上準之助暗殺の後、日召は民間での個人テロに限界を感じたため、再び軍部・大川との連携を模索し始めていた。日召は、古賀を天行会道場に呼び出し、西田税のところに行って軍部の同志に対して、集団テロを早急に組織するよう依頼すること、大川周明のもとに行き、大川にもテロ計画に加わるよう説得するように命じた。
2月21日、古賀清志が大川を訪問、また2月27日、古賀と中村義雄は西田税を訪ね、西田の家にいた菅波三郎、安藤輝三、大蔵栄一に、陸軍側の決起を訴えたが、両者ともに色よい返事をしなかった。西田は郷詩社会合の頃から既に、性急なテロやクーデターには反対であり、大川は、十月事件が失敗したことから合法路線に舵を切ったからである。ただ、大川は、拳銃の入手の依頼に対しては、何とか都合をつけると約束した。
以前から血盟団のメンバーや古賀らの海軍将校は西田のことを、実行力がない、権力に対する野心が気に入らない、日召を邪魔者扱いしている、などと感じて嫌っており、今回、再び西田に面会して、テロ計画に後ろ向きであることに腹を立てた古賀は、この後、五・一五事件へ向けた準備を始めた。同事件には、大川が手当てした拳銃が使われた。
一方、日召は井上準之助暗殺後に菱沼五郎による伊東巳代治の殺害は困難になったと判断し、2月17日、菱沼に対して暗殺の対象を政友会幹部で元検事総長の鈴木喜三郎に変更する指示を出した。菱沼は、翌日巣鴨で四元と会い暗殺用のピストルを渡され、2月27日に川崎市宮前小学校で予定されていた演説会場に赴いたが、鈴木は会場にやってこないことがわかり暗殺は失敗した。

### 團琢磨暗殺事件
鈴木の暗殺に失敗した菱沼はいったんピストルを四元に返却したが、2月26日になると再び四元から連絡があり、暗殺対象を三井財閥の総帥 (三井合名理事長) 團琢磨に変更するよう言われた。古内の内偵で團琢磨なら出社時にピストルで暗殺が可能であることがわかったので、対象を変更することになった。團琢磨が暗殺対象となったのは三井財閥がドル買い投機で利益を上げていたことが日召の反感を買ったとも、労働組合法の成立を先頭に立って反対した報復であるとも言われている。
菱沼は翌27日から連日三井銀行に通い、團の行動を調査した。3月3日に、四元からピストルを渡され、京成電車に乗って海岸へ行ってピストルの試射をするように言われたので、翌4日に船橋の海岸で試射をし、3月5日に暗殺を実行した。
菱沼は暗殺に際して、共産主義者と間違われないようにワイシャツには南妙法蓮華経と墨書きし、背広にオーバーを着て、東京日本橋の三井銀行本店 (三井本館) に出かけた。到着したのは午前11時ころだったが、玄関前に巡査がいたため、向いの三越百貨店に入り地下の待合室で時間をつぶし、團が出社するのを待った。
午前11時半頃、團が自動車に乗って出社したとき巡査は玄関にいなかったので、菱沼は出勤してきた團の後をすぐに追い、玄関の階段で團の背後からピストルを1発撃った。團は銀行のエレベーターで5階の医務室に運ばれ、駆けつけた医師らにより手当を受けたが午後12時20分に死亡が確認された。一方、菱沼はその場で護衛と巡査に取り押さえられた。菱沼は暗殺後、自殺するつもりだったが実行できなかった。

### 逮捕・第3波計画
小沼と菱沼は警察の尋問に黙秘していたが、両人が茨城県那珂郡出身の同郷であることや同年齢 (22歳) であること、犯行に使われた銃が同型 (ブローニング6連発) なことから警察は付近で聞き込み、まもなく2件の殺人の背後に、井上を首魁とする奇怪な暗殺集団の存在が判明した。これに対し、井上日召自身は、戦後に文春の取材に対し、当時政友会と民政党の政争が激しく警察は政友会関係のテロと見込みをつけて専らその関係を捜査していたが、三井の団琢磨が暗殺されたので民政党関係者の復讐だと推定して見当違いを捜査していた、しかし、金鶏学院の安岡正篤が元門下生の四元や池袋などが参画していたため累の及ぶことを恐れて、井上日召がやらせたことと示唆したのだとする。井上日召は、これを後に警視庁の役人から聞いたとし、さらに安岡は内務省の機密費の中から、五万円受け取ったとしている。
逮捕後取り調べを受けた小沼は、血盟団の存在を知られないよう曖昧な供述に終始した。凶器の拳銃の入手先については、当初、日本国民党の寺田稲次郎の家から盗んだと言っていたが、すぐに海軍の伊東亀城の荷物から盗んだと供述を変え、警察も拳銃の出所は伊東と断定した。
ただ、警察は伊東の線をこれ以上調べようとしなかったことから、後の研究では、これは警察の怠慢であり、五・一五事件を未然に防ぐ機会を逸したと批判された (この点に関しては後述)。
警察は小沼の背後に何らかの指導者か関係団体が存在するはずと見ていた。調査から小沼が事件前日に井上夫人宅に泊まっていたことが判明し、そこから井上一派の存在がわかり始め、大洗の護国堂での修行や、古内との関係、海軍将校との連携の存在なども次第に明らかにされていった。
更に、団琢磨暗殺後菱沼が逮捕されると、菱沼の身元調査から小沼の引き起こした井上準之助暗殺との関連がわかり、そこから警察による井上日召一味の人脈の捜査が始まった。団暗殺の翌日には「東京朝日新聞」に「『血盟五人組』の四人」とキャプションつきで小沼・菱沼・黒澤・川崎の写真が載り、同じ紙面で「怪しい教員と僧」との見出しで古内と井上が事件の黒幕であると報道された (当時はまだ血盟団という呼び方は使われておらず、「血盟暗殺団」「血盟隊」という言い方がされていた)。
一方、古内と四元は第三波を計画していた。二人はテロ実行役として黒澤を指名、暗殺対象を決めるため四元は日召の元に足を運んだ。
池袋は、逮捕者を「茨城組」までで留め置き、残った「学生組」で第三波の暗殺を実行することを主張した。そのためには四元を警察から釈放させる必要があった。このことから、池袋は古内に自首することを勧めた。古内はどうしても自分の手で暗殺に着手したかったので、自首したくなかったのだが、池袋の主張に従って3月11日に出頭した。
一方、日召の潜伏先が頭山満の家 (潜伏していた場所は正確には、頭山満邸の一角にあった天行会道場で、頭山秀三の居宅) であることは警察も既につかんでおり3月11日の朝刊でも新聞報道されていて逮捕は時間の問題ではあったが、警視庁は頭山邸に踏み込むことが出来ず、代わりに関係者を通じて任意出頭を求めた。日召は「頭山先生の所に迷惑が掛かる」との考えから同日警察に出頭した。井上の自首にあたっては、本間憲一郎からの依頼を受けて、井上と旧知の間柄だった天野辰夫 (愛国勤労党員、弁護士、神兵隊事件の首謀者の1人) が割腹自殺を思いとどまり自首するよう説得にあたった。
日召の逮捕と共に学生組ら関係者14名が一斉に逮捕され、第三波の計画は未遂に終わった。
一方、入隊中だった川崎はアリバイが成立したため、警察に事情を聞かれたものの釈放された。さらに、血盟団と関係を持った海軍青年将校にまでは警察の手が伸びず、結果的に五・一五事件を許すことになった。従来は、警察は血盟団事件で使われた拳銃の出所の捜査から、血盟団と海軍将校とのつながりを把握していたが、警視庁・海軍省ともに調べを詰めなかった、と言われていた (拳銃の出所について警察が把握していた点までは、判決文に書かれている)。
この点については、警察・海軍省それぞれにやむを得ない事情があったことが北博昭によって指摘されている。警察側については、軍には憲兵隊が存在するため、制度上は警察が軍人を取り調べることが可能でも実際上は手を出すのが難しかった。海軍省側に関しては、取調べは軍法会議の管轄であり、対象となる将校が各地に散らばっており時間がかかったものの、血盟団事件をリードした古賀清志中尉、中村義雄中尉の取調べを5月16日に行うことが決まっていた。それを事前に察知した海軍将校グループが暗殺計画を縮小して直前の五月十五日に事件を起こしてしまったため、テロを未然に防げなかった。
後の公判で四元は帝大七生社と新人会の対立まで遡り、学生の就職難にあると動機を明かしている。

### 裁判
血盟団のうち事件に関わった13人は3月28日に起訴された。
翌1933年 (昭和8年) 2月2日に予審終結決定が出され、予審送付時と同じ罪状で公判に付すことが決まった。予審の段階で既に、警察調書、検事局の聴取書、予審調書等で28冊、七千八百八十五頁に上ったと言われている。裁判は難航し全部で92回の公判が開かれ、予審送付から2年半の後1934年 (昭和9年) 11月22日に判決が下された。
公判は1933年6月28日から、裁判長・酒巻貞一郎、陪審判事・尾後貫荘太郎、下村三郎、定塚補充判事、木内曾益、吉江両検事立ち会いのもとで始まった。弁護人には、網島正興、天野辰夫、林逸郎他25名がついた。
弁護人の中に天野が入っていたことは重要である。天野は法廷闘争の中心だっただけでなく、すぐ後に発覚した神兵隊事件の首謀者の1人であり、その計画には実力行使による血盟団事件の被告人の奪還も含まれていたからである。
7月3日の第3回公判の最中、井上の弁護人だった天野が公判中に突然起立し、尾後貫判事が裁判に集中しておらず法廷を侮辱している、と難詰する発言を行った。この尾後貫判事に対する攻撃は、公判前からの弁護団の既定の方針だったと見られている。
酒巻裁判長がそのまま訊問を続行したことに天野他6名の弁護士は不満だったことから、東京地方裁判所長の宇野要三郎と会見し尾後貫判事の更迭を迫った。この際、会見の証人として七生社の稲葉一也を同席させた。7月12日の第5回公判では、被告人弁護団から酒巻、尾後貫、下村の3判事の忌避申し立てがあった。忌避の理由として彼等が挙げたのは、単純化して言えば、自分たちの思想に共感していない裁判官に我々を裁かせるつもりはない、というものであった。
この第5回公判は神兵隊事件発覚の翌日である。ここから本格的に始まる法廷闘争は、同事件が未然に検挙されたことで血盟団事件の被告たちを実力で奪還できなくなったことから、戦術を変えたものと理解されている。
東京地裁第一刑事部は、合議のうえ申し立てを却下したが、天野、林弁護人は東京控訴院に即時抗告を申し立てた。抗告は受理されたが、控訴院第三刑事部は7月26日に抗告却下を決定した。
しかし、被告・弁護団の法廷闘争はその後も執拗に続いた。
抗告却下決定直後の7月28日、第12回公判冒頭において、今度は井上他10名の被告が、酒巻、尾後貫両判事の忌避申し立てを行った。申し立ては即日却下されたので、井上たちは東京控訴院に即時抗告を申し立てたが、控訴院第三刑事部は8月29日、前回と同様に抗告を却下した。
第12回公判で、酒巻裁判長は次回の公判を7月31日午前9時より開始と指定したが、この日の公判の様子を懸念して合議のうえ無期延期に変更した。閉廷している間に、酒巻は8月16日に市ヶ谷刑務所に井上を訪ね裁判の進行に対する意見を求めるという失策を犯した。この事実は、裁判官の忌避問題が明らかになる過程で次第にあらわになった。審理の最中に自身に対して忌避申し立てをしている人間に会いに行き、しかも、法律によって裁判の進行指揮を職権として認められているにもかかわらず、それを否定するような行動は、関係弁護人や世論から「裁判の威信を冒涜するもの」だとして非難された。
酒巻は公判闘争に巻き込まれ健康を害し裁判長を辞任した挙句、1933年末に「公判紛糾の責をとって」退職する羽目に陥った。裁判、裁判所、裁判官の威信の問題から裁判所側は酒巻が辞任することに難色を示したが、酒巻の健康状態が悪かったため結局辞任を承諾し、同年11月9日、酒巻の後任に裁判長として藤井五一郎、陪審判事に居森義知、伊能幹一を任命した。
当時の世評では藤井は被告側に都合のよい人物と目されていたが事実その通りで、公判は被告側からの忌避もなく円滑に進んだ。
被告側の公判闘争の目的は被告の無罪や減刑にはなく、公判を利用して自分たちの考えを世間に広め、社会に自分たちの主張を受け入れさせることにあったので、被告側に十分発言を許した藤井の公判方針は被告側に都合がよかった。実際、血盟団事件裁判と同時並行で進んでいた五・一五事件の公判でも、同様の法廷闘争が行われ、国民からの減刑嘆願書が30万に上ったという。
藤井裁判長のもとでの第1回公判は、翌1934年の3月27日に開かれた。これは、昨年7月の閉廷から9か月ぶりのことである。第1回公判では井上に対する尋問が行われ、その後は久木田 (6月12日)、田倉 (6月19日)、小沼 (7月3日) 等に対する尋問が続いた。
8月18日以降は証人調べに入り、同月23日、第62回公判 (判事交代以前から数えて第74回公判) で結審、同月28日には主任検事木内から論告・求刑が行われた (求刑内容については、判決の部分で後述)。以後は弁護人による弁論に入り、11月22日 (開廷以来92回目の法廷) に判決が言い渡された。
検察の求刑および判決は次の通りである。
井上日召 (本名、井上昭)殺人罪により無期懲役 (求刑は死刑)
小沼正殺人罪により無期懲役 (求刑は死刑)
菱沼五郎殺人罪により無期懲役 (求刑は死刑)
古内栄司殺人罪により懲役十五年 (求刑は死刑)
四元義隆殺人罪により懲役十五年 (求刑は無期懲役)
池袋正釟郎殺人罪により懲役八年 (求刑は懲役十五年)
久木田祐弘殺人罪により懲役六年 (求刑は懲役十年)
須田太郎殺人罪により懲役六年 (求刑は懲役十年)
田中邦雄殺人罪により懲役六年 (求刑は懲役十年)
田倉利之殺人罪により懲役六年 (求刑は懲役十年)
森憲二殺人罪により懲役四年 (求刑は懲役八年)
黒澤大二殺人罪により懲役四年 (求刑は懲役八年)
星子毅殺人罪により懲役四年 (求刑は懲役六年)
伊藤広殺人ほう助罪により懲役三年 (求刑は懲役七年)
被告・検察側共に控訴せず1審で判決は確定した。当時から、求刑に比べて判決は軽く、寛大な裁判だったと言われた。後の五・一五事件の裁判でも、特に軍人側には極めて寛大なものだった。なぜ判決が寛大だったのかについては研究が進んでおらず、理由はよくわかっていない。
加えて無期懲役となった井上らは恩赦の対象となり、早期に出獄、復権を果たした。
裁判の判決文の原本は長年にわたって行方不明で、法律新聞三千七百七十四号などに掲載された不完全なものしか知られていなかったが、2009年になって北博昭によって、原本が東京地方検察庁に保管されていることが確認された。ただし、原本に基づいた判決文は公刊されていない。

## 五・一五事件
古賀清志と中村義雄は3月13日に、血盟団の残党を集め、橘孝三郎の愛郷塾を決起させ、陸軍士官候補生の一団を加え、さらに、大川周明、本間憲一郎、頭山秀三の援助を求めたうえで、再度陸軍の決起を促し、大集団テロを敢行する計画をたて、本事件の数か月後に五・一五事件を起こした。
西田税が陸軍側を説得して同事件への参加を阻止したことから、これを裏切り行為と見た海軍側は暗殺を計画し、血盟団員の川崎長光を刺客に放った。事件当日、川崎は西田の自宅を訪問し短銃で重傷を負わせたが、暗殺には失敗する(西田税暗殺未遂事件)。また事件当日、同じく団員だった奥田秀夫（明治大学予科生）は、三菱銀行前に手榴弾を投げ込み爆発させた。

## GHQによる調査
1945年（昭和20年）12月14日、連合国軍最高司令官総司令部は日本政府に対し血盟団事件など1932年（昭和7年）から1940年（昭和15年）までに発生したテロ事件に係る文書（警察記録、公判記録などいっさいの記録文書）の提出を求めた。提出命令に先立ち、同年12月6日までにA級戦犯容疑者の逮捕命令が出されていた。

## 関係者のその後
実刑判決を受けた被告人たちは収監後、度重なる恩赦、大赦で減刑され、井上・小沼・菱沼は1940年 (昭和15年) (井上は10月17日、小沼・菱沼は11月3日) に仮出所した。日召の仮出所と同日には、橘孝三郎 (五・一五事件の民間側実行犯の一人) も出獄している。古内栄司や四元もこの前後に出所した。小沼・菱沼と同時に、浜口雄幸を暗殺した榊原剛事 (本名は佐郷屋留雄、無期懲役) も紀元二千六百年祝典による減刑令の恩恵にあずかって、仮出獄している。
- 井上は、戦後右翼団体「護国団」を結成して活動を続けた。1967年（昭和42年）3月4日死亡。
- 小沼は、戦後は出版社業界公論社社長を務める傍ら右翼活動を続け[204]、『一殺多生』などを著わす。1978年（昭和53年）1月17日死亡。
- 菱沼は、帰郷して右翼活動から一線を引いていたが[205]、結婚により小幡五朗と改名し[205]、1958年（昭和33年）に茨城県議会議員に当選し[205]、その後8期連続当選、県議会議長を務めて県政界の実力者となった。1990年（平成2年）10月3日死亡。
- 四元は出所後、三上卓と行動を共にすることが多くなった[200]。井上日召らと共に近衛文麿の勉強会に参画、近衛文麿の書生や鈴木貫太郎首相秘書を務めた。四元は太平洋戦争中にもテロ事件にかかわっている。1944年 (昭和19年) 7月の高木惣吉らによる東条英機暗殺計画では、後藤隆之助、松前重義 (工学博士、元大政翼賛会総務部長) らの協力のもと、右翼側の一員として、三上卓、西郷隆秀、佐々弘雄 (朝日新聞記者、海軍調査課懇談会員) らと共に暗殺実行部隊として参加する手はずだったが、実行に手間取っている間にサイパン陥落の責任を取る形で東条英機が辞職したため、不発に終わった[206]。1948年（昭和23年）の農場経営を経て、1955年（昭和30年）より田中清玄の後継で三幸建設工業社長に就任（2000年 - 2003年会長）。この間、戦後政界の黒幕的な存在として知られ、歴代総理、特に細川護煕政権では「陰の指南役」と噂された。2004年（平成16年）6月28日老衰のため死亡する。享年96。
- 川崎長光は出獄後、郷里の茨城に帰って保育園を経営した。長らく政治に係ることはなかったが、2010年、99歳にして初めてインタビューに応じ、事件を語っている。2011年に101歳で没した。

井上は「否定は徹底すれば肯定になる」「破壊は大慈悲」「一殺多生」などの言葉を遺している。
血盟団によるテロ計画のアジトとなった立正護国堂は、2018年現在もなお、大洗町に正規の日蓮宗寺院・東光山護国寺として残っている。境内には、菱沼が建立したと言われる朱塗りの三重の塔、「井上日召上人」を顕彰する銅像や、四元義隆による「昭和維新烈士之墓」などがあり、本堂には血盟団関係者、二・二六事件関係の軍人、頭山満らの右翼関係者の写真が飾られている。飾られている血盟団員の写真は小沼正が寄贈したものである。境内の石碑には「国家改造の実現を達成するには、敢えて斬奸の剣を把り、一人一殺の非常手段に訴えるの他なしとして」と言った文章が書かれている。護国堂を訪れる右翼は現在も少なくないという。
一連のテロに恐れをなした三井財閥の池田成彬は、世間の反財閥感情を減ずるために、社会事業へ寄付を行なう三井報恩会の設立や株式公開、定年制の導入など、俗に言う「財閥の転向」を演出し、三菱財閥などもそれに倣った。

## 関連書
- 『右翼思想犯罪事件の綜合的研究 : 血盟団事件より二・二六事件まで』斎藤三郎 (司法省刑事局, 1936)
- 『五・一五事件の真相 : 附・血盟団の全貌』(警察思潮社, 1933)
- 『血で描いた五・一五事件の真相 : 陸海軍大公判と血盟団公判の解説』関東朝日新聞社編 (共同館, 1933)
- 『血盟団事件公判速記録』血盟団事件公判速記録刊行会 (1967)
- 『血盟団事件上申書・獄中手記』 血盟団事件公判速記録刊行会 (1971)
- 『一殺多生―血盟団事件・暗殺者の手記』読売新聞社 (1974)
- 『右翼思想犯罪事件の綜合的研究―血盟団事件より二・二六事件まで 昭和13年度思想特別研究員』東洋文化社 (1975)
- 『血盟団事件―井上日召の生涯 』岡村青、三一書房 (1989/12)
- 『昭和の蹉跌―血盟団と五・一五事件』粉川幸男、西田書店 (1995/08)
- 『昭和天皇〈第3部〉金融恐慌と血盟団事件』福田和也、文藝春秋 (2009/08)
- 『血盟団事件』中島岳志、文藝春秋 (2013/8/7)